# 令和鍋合戦
令和鍋合戦（れいわなべがっせん）は、山形県天童市で毎年開催している鍋料理のイベントである。鍋料理のイベントとしては国内でも最大級とされている。

## 概要
1996年より毎年開催しているイベントで、山形県内のほか、東北地方、海外の鍋料理が集まり、一度に味わうことができる。来場者は一番美味しいと思った鍋に投票をし、審査員の判定も加えて鍋将軍を決めるというもの。平成鍋合戦として開催していたが、2019年に元号が平成から令和へと改号したため、第25回からは令和鍋合戦と改めている。
鍋料理の他、地酒や飲み物なども提供される。入場は無料で、鍋は1杯300円程度で販売されている。1団体あたり約500食を準備している。
鍋合戦に参加した団体が優勝の称号である「鍋将軍」や2位の「鍋の局」といった賞を受賞することにより、受賞した他地域から参加した団体がその称号を地元に持ち帰り、地域の伝統料理が見直されるきっかけや、新しい名物料理として定着するなど開催地以外での地域おこしに貢献している側面もみられる。
第1回〜第12回（1996年 - 2007年）までは1月、第13回〜第21回（2008年 - 2015年）までは12月に開催していたが、第22回（2016年 ）からは11月に開催している。また、会場もは開催規模の拡大に伴い天童市内で何度か変更されており、現在は山形県総合運動公園を使用している。
第1回〜第6回は天童市立天童中部小学校や天童市農業センター駐車場などを使用し、第7回〜第12回はわくわくランドであった。第13回からはサッカーJ2のモンテディオ山形のホームスタジアムNDソフトスタジアム前広場で開催され、現在は山形県総合運動公園南側駐車場が会場となっている。
新型コロナウイルス感染拡大防止の観点から、2020年11月に開催予定の第26回大会が中止となったが、その代替企画として、期間限定で天童市内の飲食店で過去に「鍋将軍」を獲得した鍋やオリジナルの鍋が食べることのできる「鍋合戦ウィーク」が開催される。

## 年表
| 回 | 開催年 | 開催日  | イベント名                                                    | 会場                     | 出展数 | 来場者数 | 鍋将軍                     | 備考                                                        |
| -- | ------ | ------- | ------------------------------------------------------------- | ------------------------ | ------ | -------- | -------------------------- | ----------------------------------------------------------- |
| 01 | 1996年 |         | 天童鍋サミット                                                | 天童市立天童中部小学校   |        |          |                            |                                                             |
| 02 | 1997年 | 1月15日 | 第2回天童鍋サミット                                           | 天童市立天童中部小学校   |        | 10,000人 | 割烹調理師会「アンコウ鍋」 |                                                             |
| 03 | 1998年 | 1月15日 | 第3回東西南北鍋自慢＜天童鍋サミット＞天童冬の陣「平成鍋合戦」 | 天童市農業センター駐車場 |        |          | 庄内どんがら汁             | 1998年1月18日放送のTBS系「アッコにおまかせ!」で特集された。 |